# Oulais kyrka
Oulais kyrka är en församlingskyrka i Oulais i Finland byggd som en korskyrka i trä. Matts Honga ledde kyrkbygget och kyrkan invigdes 1753. Klockstapeln är från 1758. Erik Westzynthius den yngre försåg kyrkan med väggmålningar mellan 1779 och 1782. År 1882 ändrades kyrkans byggnadsform till vad den är idag, då kyrkan fick en ny stengrund, vindfång och kyrktorn som ersättning för den tidigare spiran. Kyrkan målades 1843, då den fick en röd slamfärg. Färgen ersattes 1882 med en ljus sandstensfärg. Vid  renoveringarna på 1930-talet målades väggarna återigen röda. Då fick fönstren sina valvbågar och kartongen avlägsnades från väggmålningarna. Kyrkans altar är från 1931. Altartavlan är målad av Väinö Blomstedt.
Monumentet på kyrkans hjältegravar gjordes av skulptören Oskari Jauhiainen 1953.